# Arachnothryx discolor
Arachnothryx discolor là một loài thực vật có hoa trong họ Thiến thảo. Loài này được (Kunth) Planch. mô tả khoa học đầu tiên năm 1849.